# Murtaz Szelia
Murtaz Szelia, (gruz. მურთაზ შელია, ur. 25 marca 1969 w Tbilisi) – gruziński emerytowany piłkarz, występujący na pozycji środkowego obrońcy. W reprezentacji wystąpił 29 razy, pomiędzy rokiem 1994 a 1998. Odznaczał się wyśmienitymi warunkami fizycznymi.
Grał w takich zespołach jak Dinamo Tbilisi, 1. FC Saarbrücken, Ałania Władykaukaz, Manchester City czy Lokomotiw Tbilisi. Wraz z Dinamem wywalczył czterokrotnie z rzędu mistrzostwo ligi gruzińskiej (1991, 1992, 1993, 1994), wraz z zespołem z Władykaukazu wywalczył mistrzostwo ligi rosyjskiej w roku 1995. Karierę zakończył w roku 1998 z powodu długotrwałej kontuzji więzadeł krzyżowych.